# 沖縄諸島
沖縄諸島（おきなわしょとう）は、南西諸島の中央部に位置し、琉球諸島北半分を占める島嶼群である。

## 名称・範囲
沖縄諸島は、沖縄本島をはじめ、本島周辺の離島、さらに慶良間諸島・粟国島・渡名喜島や久米島・硫黄鳥島を範囲に含む。
また沖縄本島の東方海上約400キロメートルに位置する大東諸島は、琉球弧に含まれないため、地理学上および公の地図上では沖縄諸島に属さないが、その一方で行政的には沖縄本島を主体とする島尻郡に含まれている。

## 経緯
明治時代から1972年（昭和47年）の本土復帰まで、「沖縄群島（おきなわぐんとう）」と呼称されていたが、復帰後は「沖縄諸島」に統一されて呼ばれるようになった。また国土地理院では「沖縄諸島」、海上保安庁海洋情報部では「沖縄群島」という別々の名称を用い、両者間において名称は統一されていない。また、方言で「地下三方諸離」（ジジ サンポー シュハナリ）は、沖縄本島、国頭・中頭・島尻、そして本島周辺の離島の総称で、現在の沖縄諸島に当たる。

## 「沖縄」について
「沖縄」は、沖縄本島のみを指す地名で、沖縄方言では「ウチナー」と呼ぶが、琉球処分後は沖縄県が設置され、以降「沖縄」は県域全体を指す広域地名となった。鑑真の伝記『唐大和上東征伝』（779年）に「阿児奈波」として見いだされる地名が初見とされる。「阿児奈波」は現在の沖縄本島を指す名称とする説が知られているが、口永良部島ではないかという意見もある。平仮名で「おきなは」と確認できるものは『平家物語』長門本が最古のもので、「沖縄」の表記は薩摩藩作成の『琉球国之内知行高目録写』（1629年）や新井白石の『南島志』（1719年）において確認できる。

## 構成

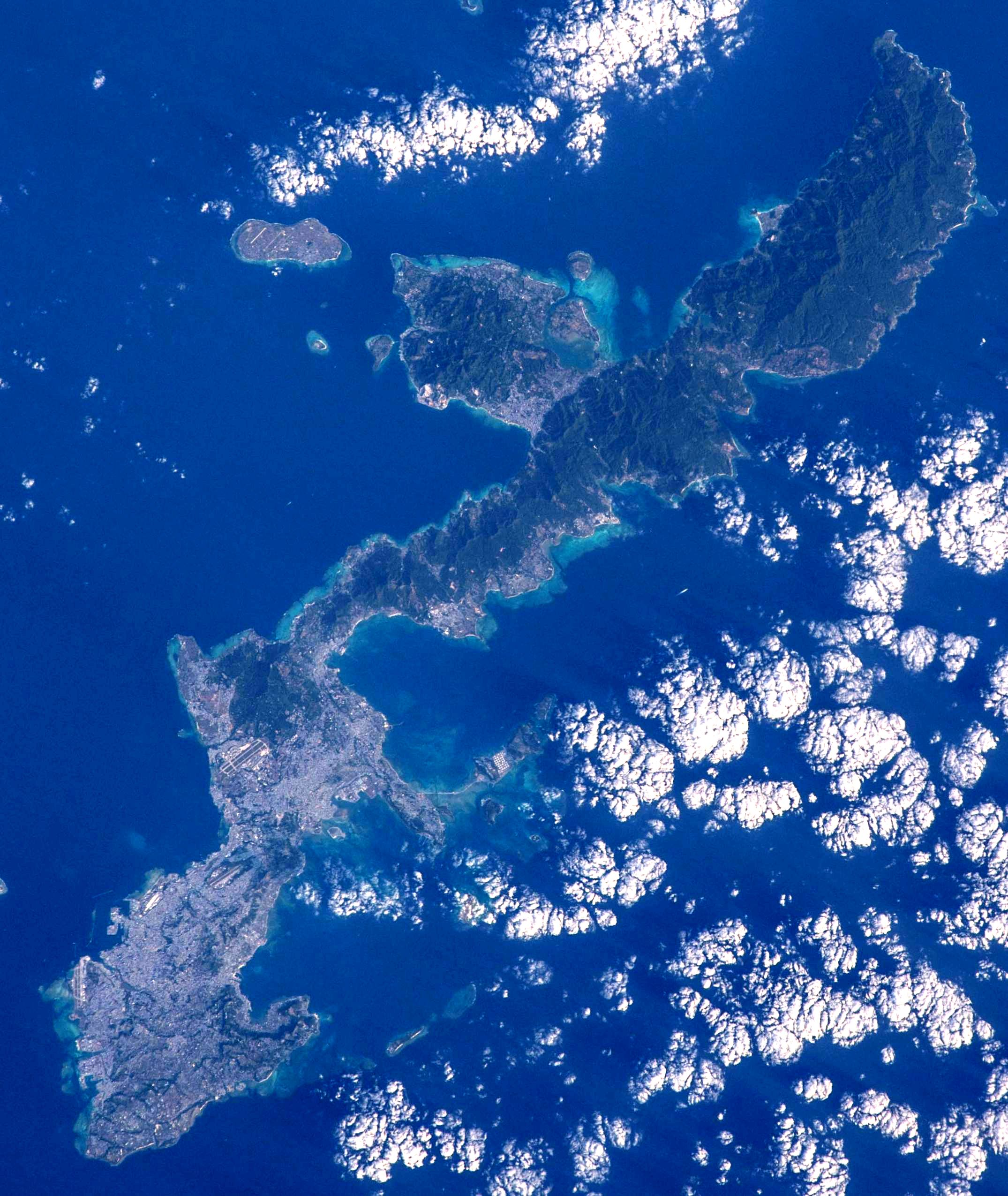
沖縄島（沖縄本島）
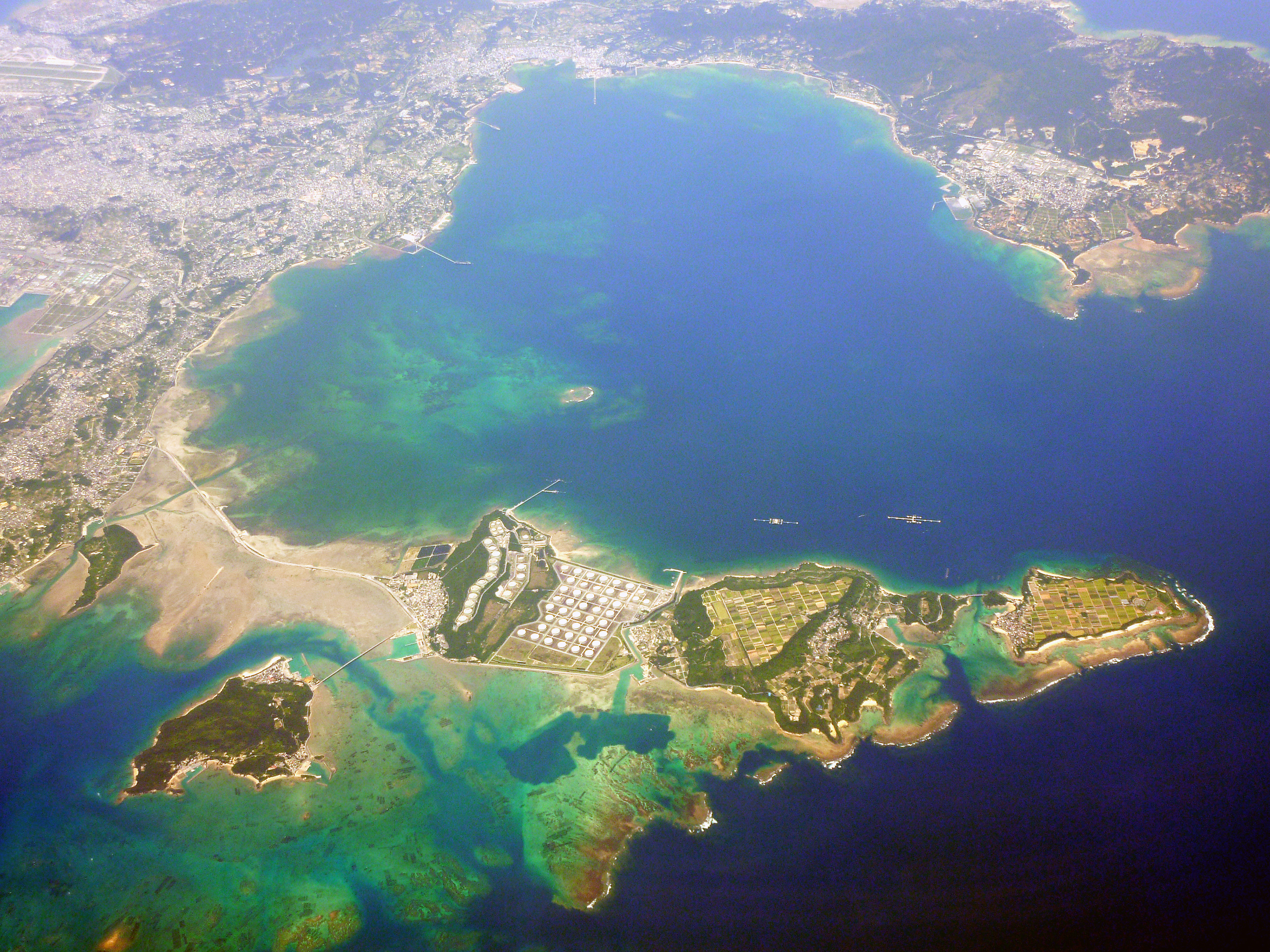
与勝諸島
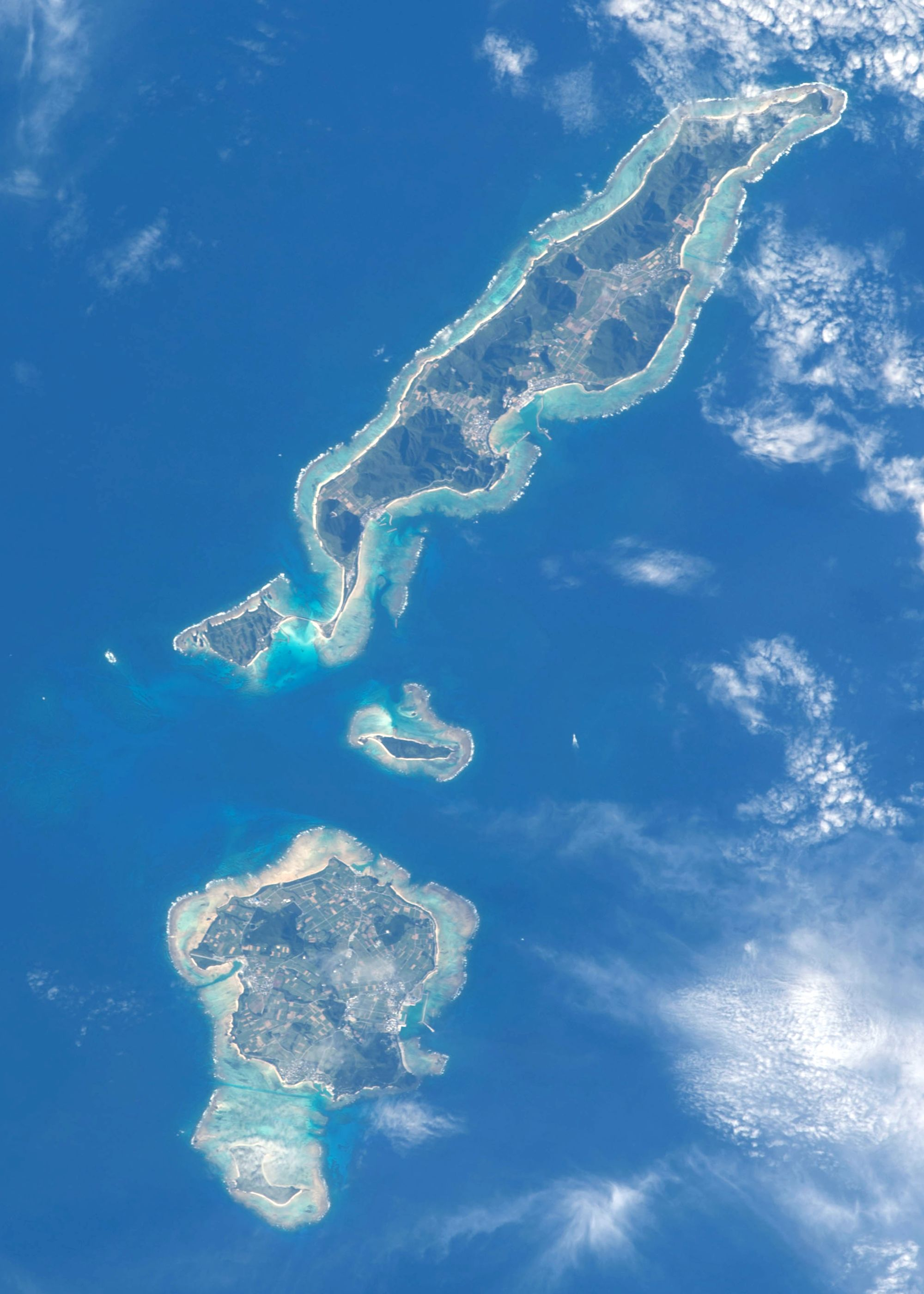
伊平屋伊是名諸島
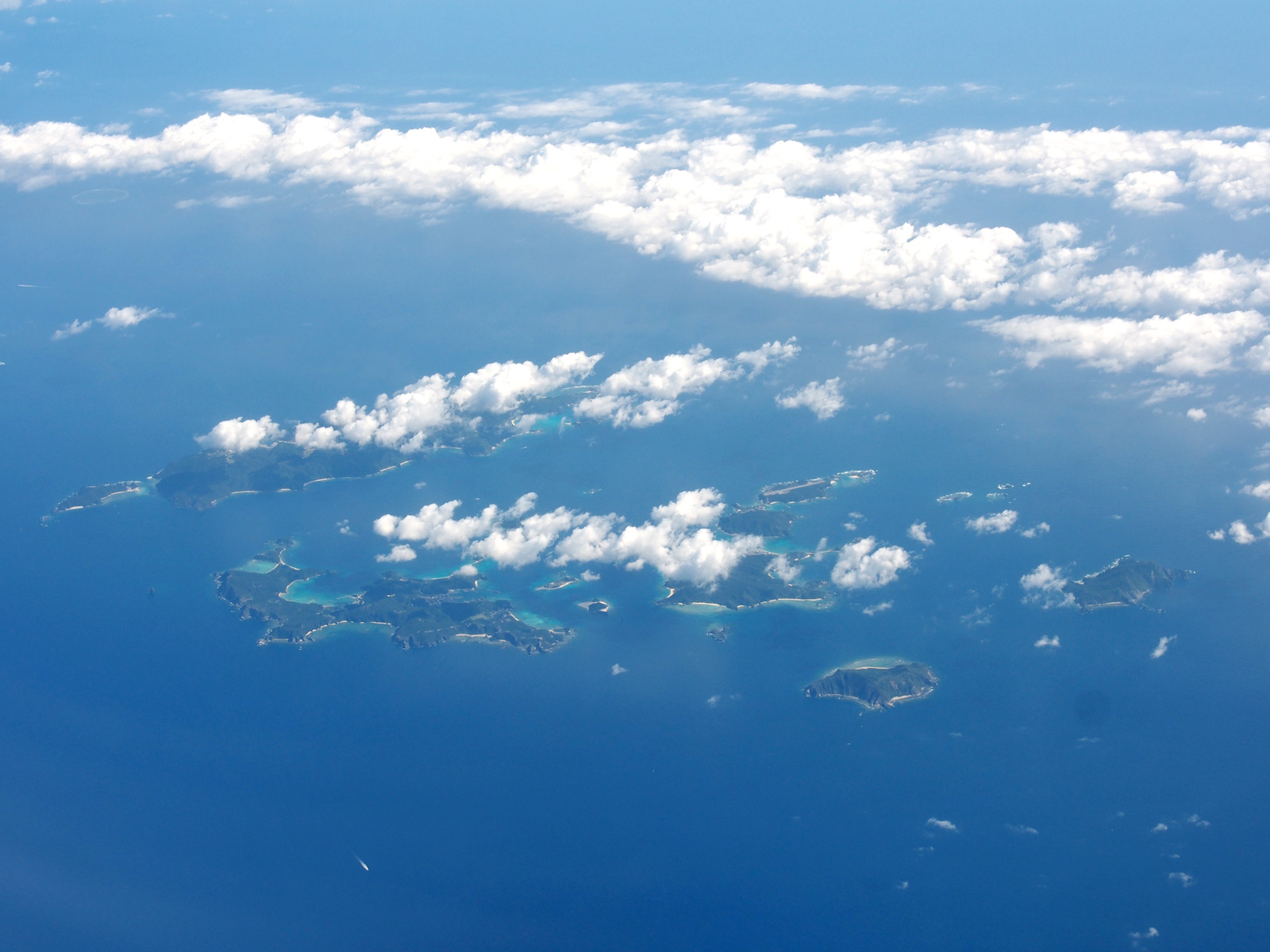
慶良間諸島
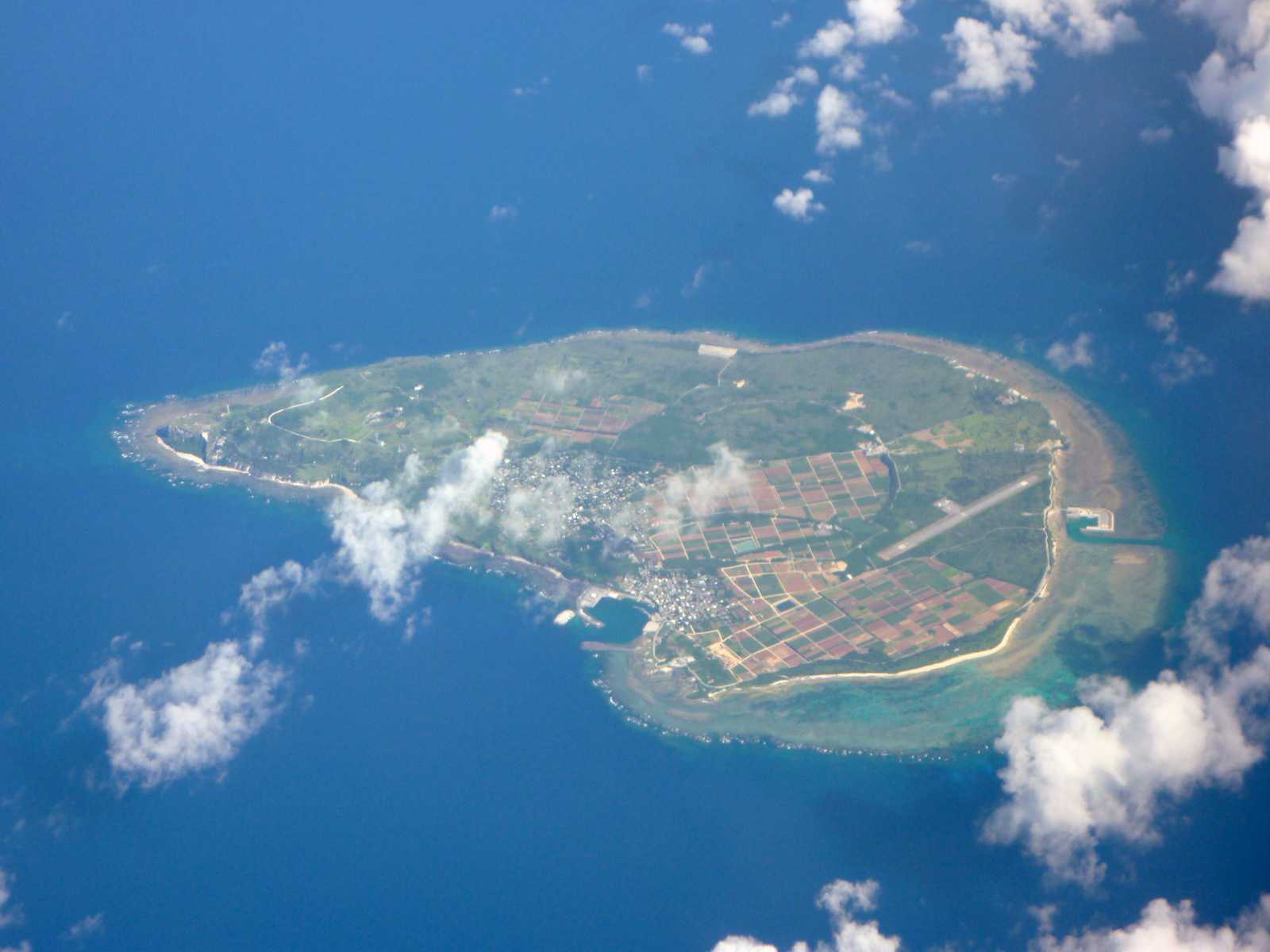
粟国島
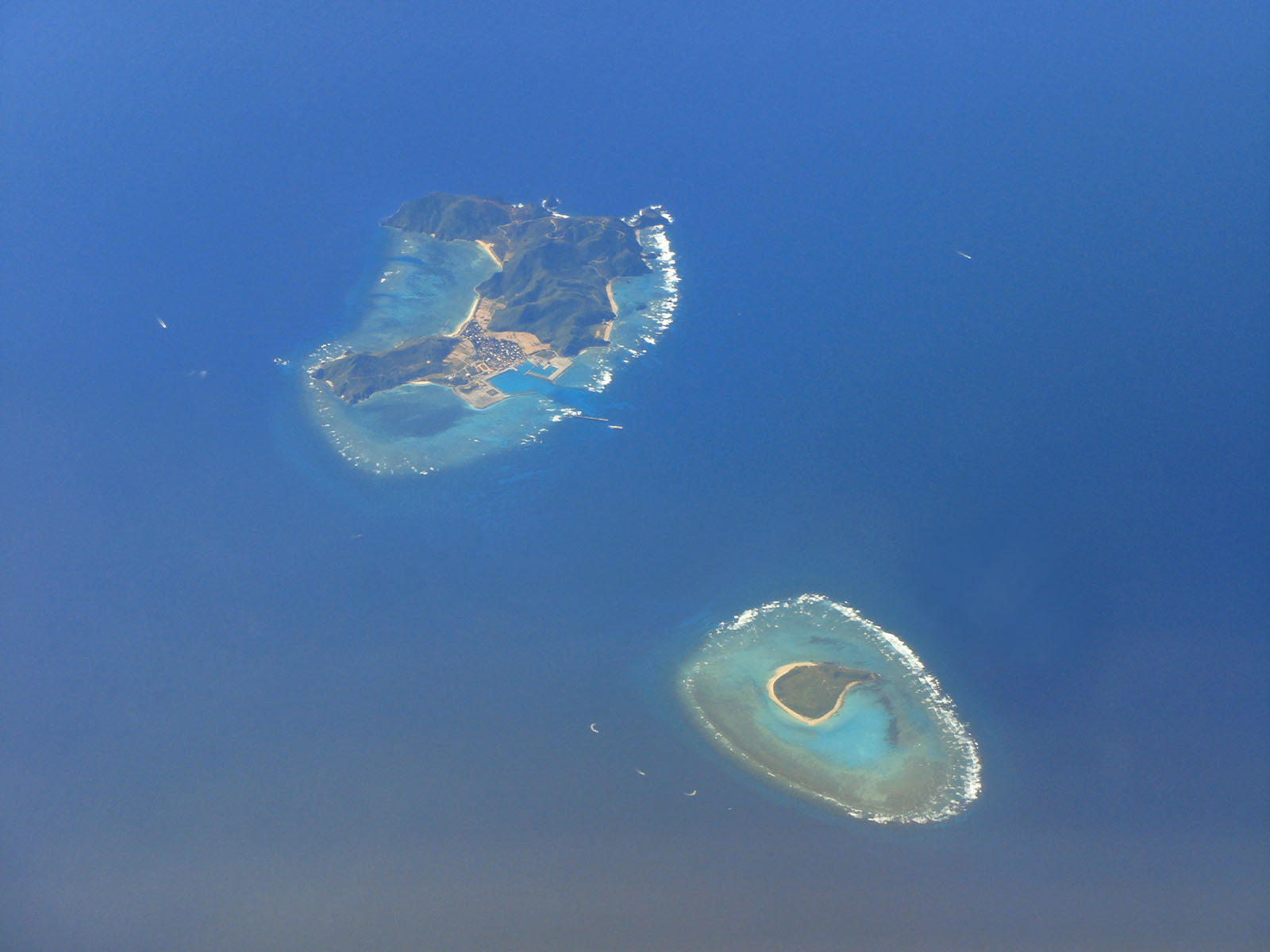
渡名喜島と入砂島
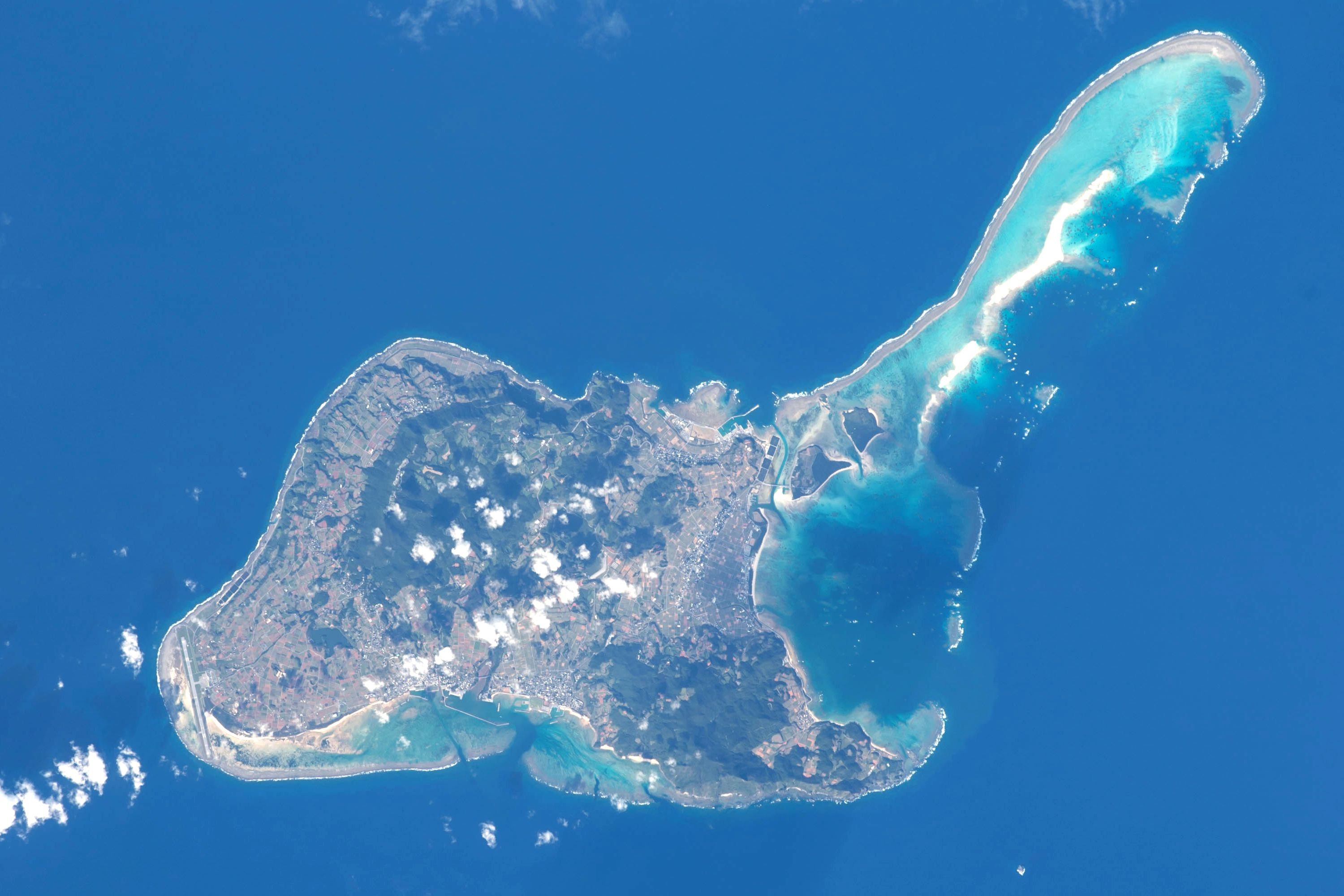
久米島
  - 安田ヶ島（国頭村）
  - 宮城島（大宜味村）
  - 古宇利島（今帰仁村）
  - 瀬底島（本部町）
  - 水納島（本部町）
  - 奥武島（名護市）
  - 屋我地島（名護市）
  - 安部オール島（名護市）
  - 平島（名護市）
  - 長島（名護市）
  - 宜志富島（恩納村）[15][16]
  - ヨー島（恩納村）[17]
  - 瀬良垣島（恩納村）
  - 瀬長島（豊見城市）
  - エージナ島（糸満市）
  - 奥武島（南城市）
  - 久高島（南城市）
- 与勝諸島
  - 伊計島（うるま市）
  - 宮城島（うるま市）
  - 浜比嘉島（うるま市）
  - 平安座島（うるま市）
  - 藪地島（うるま市）
  - 津堅島（うるま市）
  - 浮原島（うるま市）
  - 南浮原島（うるま市）
- 渡名喜島（渡名喜村）
  - 入砂島（渡名喜村）
- 粟国島（粟国村）
- 久米島（久米島町）
  - 奥武島（久米島町）
  - オーハ島（久米島町）
  - 鳥島（久米島町）
  - 硫黄鳥島（久米島町）
- 伊江島（伊江村）
- 伊平屋伊是名諸島
  - 伊平屋島（伊平屋村）
  - 野甫島（伊平屋村）
  - 伊是名島（伊是名村）
  - 具志川島（伊是名村）
  - 屋那覇島（伊是名村）
  - 降神島（伊是名村）
- 慶良間諸島
  - 渡嘉敷島（渡嘉敷村）
  - 前島（渡嘉敷村）
  - 慶伊瀬島（渡嘉敷村）
  - 座間味島（座間味村）
  - 阿嘉島（座間味村）
  - 慶留間島（座間味村）
  - 外地島（座間味村）
  - 久場島（座間味村）
  - 屋嘉比島（座間味村）
  - 奥武島（座間味村）

- 沖縄島（沖縄本島）
- 与勝諸島
- 伊平屋伊是名諸島
- 慶良間諸島
- 粟国島
- 渡名喜島と入砂島
- 久米島